# Jesús ''Fillo'' Carballo
Jesús Carballo García, también conocido como Fillo Carballo (Tirán, Moaña, Pontevedra; 2 de marzo de 1944), es un exgimnasta y exentrenador español de gimnasia artística.
Fue seleccionador español de gimnasia artística masculina (1974-1978) y femenina (1978-2013), participando en 10 Juegos Olímpicos. Durante su etapa como seleccionador femenino entrenó a destacadas gimnastas, como Irene Martínez, Laura Muñoz, Eva Rueda, Sonia Fraguas, Mercedes Pacheco, Mónica Martín Cid, Joana Juárez, Paloma Moro, Sara Moro, Esther Moya, Laura Martínez, Elena Gómez (campeona mundial en suelo), Mónica Mesalles, Patricia Moreno (bronce olímpico en suelo), Tania Gener, Lenika de Simone, Laura Campos, Mercedes Alcaide o Ana María Izurieta. Posee entre otros reconocimientos la Orden Olímpica del COE (2000), la Insignia Olímpica al Mérito Deportivo del COE (2004) y la Medalla de Oro de la Real Orden del Mérito Deportivo (2011).
Es padre de los exgimnastas Jesús Carballo (actual presidente de la Real Federación Española de Gimnasia), Javier y Manuel Carballo, y de la exgimnasta y entrenadora de gimnasia rítmica Marta Carballo.

## Biografía deportiva

### Como gimnasta
Fillo Carballo nació el 2 de marzo de 1944 en Vilela, dentro de la parroquia de Tirán, perteneciente al municipio de Moaña (Galicia). En su juventud comenzó a practicar deportes como fútbol, llegando a ser jugador del Alondras Club de Fútbol en Cangas de Morrazo, o piragüismo en la ría de Vigo, así como actividades tales como la pesca. Hacia finales de la década de 1950 comenzó a practicar gimnasia al aire libre mediante aparatos fabricados artesanalmente en la finca de su amigo Javier Castroviejo, que posteriormente sería un reconocido biólogo. Con 17 años viajó a Madrid, viviendo durante tres meses camuflado en el Colegio Mayor, donde estudiaba Castroviejo. En Madrid continuó entrenando, concediéndosele posteriormente una beca para entrar en la Residencia Joaquín Blume. 
Carballo logró ser uno de los gimnastas españoles más importantes de finales de la década de 1960. Estuvo en varios clubes, como San Estanislao de Kostka, Real Madrid, Parque Móvil, etc., y tuvo varios entrenadores, como José Ángel Leal, Ramón García o José Novillo. Fue campeón de España individual en 1965, 1966, 1967 y 1968 en la especialidad de barra fija, y campeón de la Copa del Generalísimo por equipos con la sección de Gimnasia del Real Madrid Club de Fútbol. Internacionalmente, compitió como componente de la selección española de gimnasia artística masculina en el Campeonato Mundial de Gimnasia Artística de 1966 en Dortmund (siendo 16º por equipos y 115.º en la general), en los Juegos Mediterráneos de 1967 en Túnez (logrando el bronce por equipos), y en los Juegos Olímpicos de México en 1968, donde sufrió una importante lesión. Tras estar apartado temporalmente de los gimnasios, regresó para el Campeonato Mundial de Gimnasia Artística de 1970 en Liubliana (siendo 16º por equipos y 107.º en la general), donde una nueva lesión acabó con su carrera como gimnasta cuando contaba con 25 años de edad.

### Como entrenador

#### Seleccionador nacional de gimnasia artística masculina
A la vez que entrenaba como deportista comenzó a prestar sus servicios como entrenador en el Colegio San Estanislao de Kostka. Posteriormente pasó a ser profesor de gimnasia del Colegio Claret de Madrid, donde seleccionó a su primer grupo de gimnastas y de donde sacó sus primeros campeones de España. Uno de los años, sus gimnastas ganaron todas las categorías del Campeonato de España de Gimnasia Artística Masculina. 
En 1971 firmó su primer contrato con la Real Federación Española de Gimnasia, siendo entonces su presidente Félix Fernández. En 1974 fue designado seleccionador español de gimnasia artística masculina, puesto que ocupó durante 4 años, participando en los Juegos Olímpicos de Montreal 1976, además de en el Mundial de Estrasburgo en 1978, el Europeo de Berna en 1975, el Europeo de Vilna en 1977, o los Juegos Mediterráneos de Argel 1975. Según sus palabras, la experiencia en los Juegos de Montreal marcó su manera de entrenar, señalando que «esa participación olímpica me hizo cambiar la visión de los objetivos y la forma de llegar a ellos. También me sirvió para descubrir mi propia versión de la gimnasia y de la forma de entrenarla para llegar a conseguir buenos resultados olímpicos».

#### Seleccionador nacional de gimnasia artística femenina
Para 1978 pasó a ser seleccionador nacional de gimnasia artística femenina, después de que la entonces entrenadora del equipo, Nina Korolkova, le pidiera entrenar a sus gimnastas. El anterior seleccionador femenino había sido Ramón García Pascual. Fillo se mantuvo en ese puesto a lo largo de 35 años, tras la llegada de los posteriores presidentes de la RFEG, Ángel Gómez (1982-1984), Carmen Algora (1984-1991), Jesús Orozco (1991-1993), Jesús Méndez (1994-1998), Ángel Bacigalupi (1998-2000), Antonio Esteban (2001-2010) y por último su hijo Jesús Carballo Martínez (desde 2010), saliendo de la selección en 2013 y haciendo un total de 41 años trabajando con la RFEG. Inicialmente Fillo entrenó al equipo en el Gimnasio Moscardó, y desde 1997 desempeñó esa labor en el Centro de Alto Rendimiento de Madrid.
Participó como seleccionador español de gimnasia artística femenina, entre otras competiciones, en 20 Campeonatos Mundiales, en 19 Campeonatos Europeos, y en 9 Juegos Olímpicos: Moscú 1980, Los Ángeles 1984, Seúl 1988, Barcelona 1992, Atlanta 1996, Sídney 2000, Atenas 2004, Pekín 2008 y Londres 2012. Logró clasificar al equipo español para todos estos Juegos con excepción de Moscú 1980, Pekín 2008 y Londres 2012, donde solo se participó de manera individual. Durante estos años la gimnasia artística española femenina consiguió diversos éxitos: 
- El equipo español femenino obtuvo el diploma olímpico en Barcelona 1992 (5º puesto), Atlanta 1996 (7º puesto), Sídney 2000 (4º puesto) y Atenas 2004 (5º puesto).
- Laura Muñoz logró la primera calificación perfecta (10) de una gimnasta española (1987).
- Eva Rueda fue la primera gimnasta artística española en conseguir una medalla en una competición oficial internacional (1990).
- Elena Gómez obtuvo el primer título mundial para la artística femenina española (2002).
- Patricia Moreno logró la primera medalla olímpica de la gimnasia artística femenina española (2004).

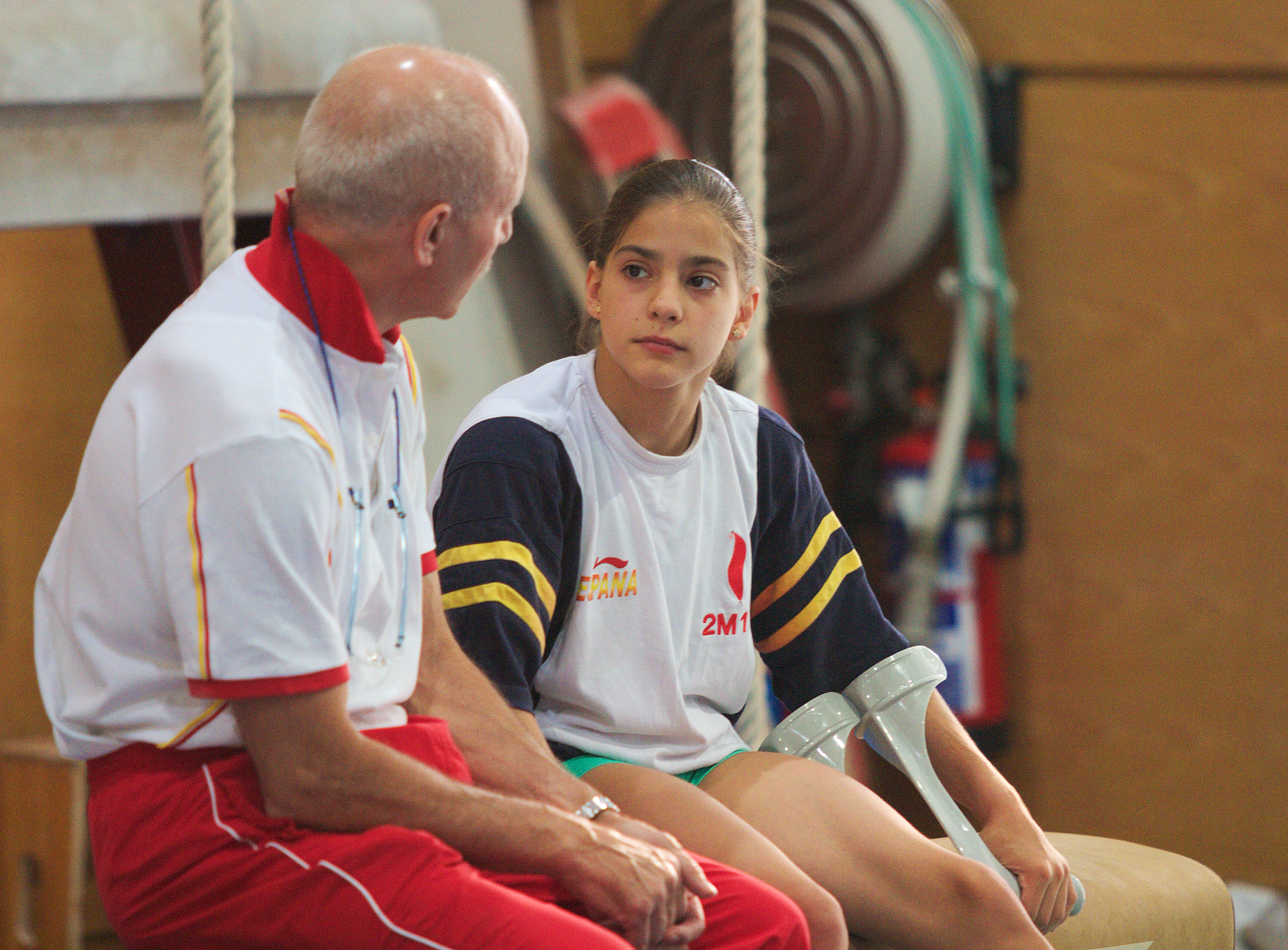
Jesús Fillo Carballo con Laura Campos durante un entrenamiento en el CAR (2004).

Otras gimnastas españolas destacadas a las que entrenó fueron Gloria Viseras, Irene Martínez, Cristina Fraguas, Sonia Fraguas, Alicia Fernández, Ruth Rollán, Silvia Martínez, Mercedes Pacheco, Mónica Martín Cid, Joana Juárez, Paloma Moro, Sara Moro, Esther Moya, Laura Martínez, Mónica Mesalles, Tania Gener, Lenika de Simone, Laura Campos, Mercedes alcaide , Ana María Izurieta o Elena Zaldívar, entre otras. 
A lo largo de su etapa como seleccionador ha contado con varias técnicos para ayudarle a entrenar al equipo femenino. Hasta 1989 fue ayudado por la entrenadora y exgimnasta Elisa Cabello, y los últimos años de su carrera contó con Lucía Guisado, Almudena San José y Eva Rueda, todas exgimnastas que él había entrenado, teniendo además a Fuensanta Ros como coreógrafa. Para 2006 Carballo tuvo un breve papel como él mismo en la película estadounidense Stick It, donde también aparecen las gimnastas de la selección Tania Gener y Lenika de Simone. Se retiró como entrenador en 2013, año en el que negoció con la Federación Española su salida del equipo tras la denuncia contra él de la exgimnasta Gloria Viseras. La nueva seleccionadora nacional femenina pasó a ser Lucía Guisado. El 14 de agosto de 2016, Fillo recibió un homenaje en Moaña por parte de varias decenas de vecinos y allegados, en el que se le entregó una placa conmemorativa.
En 2017 se creó su página web personal, en la que escribe habitualmente sobre elementos técnicos, preparación física, recuerdos de su vida deportiva o actualidad de la gimnasia artística. Además, está en proceso de escritura de varios libros sobre gimnasia artística femenina para entrenadores jóvenes.

## Legado e influencia
A Carballo se le atribuye la creación de varios movimientos técnicos realizados por sus gimnastas: el Montálvez y el Pacheco para barras asimétricas o el Rueda en la barra de equilibrio. Fillo Carballo ha impartido a lo largo de su carrera cursos de formación de entrenadores tanto a nivel nacional como internacional, además de haber sido requerido por la Federación Internacional de Gimnasia como experto para la elaboración de los distintos códigos de puntuación. Una juez de competición de amplia trayectoria manifestó en 2012 que «ha inventado la gimnasia artística en España. Una verdadera institución a la que acuden entrenadores y gimnastas de otros países para darle consejo». La periodista Amaya Iríbar, de El País, considera en referencia a la familia Carballo que «ellos pusieron precisamente algunos de los pilares para que este deporte minoritario y exigente que en España era un erial desde la muerte, en 1959, del gran Joaquín Blume, resurgiera hasta codearse con la élite».

## Vida personal
Jesús Fillo Carballo estuvo casado con la exgimnasta Mariví Martínez, con quien tuvo 4 hijos, separándose en 1991. Posteriormente se casó con la exgimnasta de la selección Almudena San José, con la que tuvo un hijo. Es padre de Jesús Carballo Martínez, exgimnasta y actual presidente de la Real Federación Española de Gimnasia, así como de los exgimnastas Javier y Manuel Carballo y de la exgimnasta y entrenadora de gimnasia rítmica Marta Carballo.

### Denuncia de la exgimnasta Gloria Viseras
Presentación de denuncia y prescripción de posibles delitos
El 17 de diciembre de 2012, una exgimnasta de la selección entre los años 1978 y 1980, Gloria Viseras, denunció a Carballo por trato vejatorio y abusos sexuales cuando era menor de edad. Tras esta denuncia, el 28 de enero de 2013 el Consejo Superior de Deportes decidió prohibirle el acceso a la Residencia Joaquín Blume y al Centro de Alto Rendimiento, donde entrenaba al equipo. El 29 de enero, la Real Federación Española de Gimnasia y Carballo suspendieron su relación laboral. El informe policial incluía otros 14 testimonios de personas que señalaban un trato vejatorio hacia varias gimnastas en esa época. El 26 de febrero la denuncia fue sobreseída por un juzgado de Madrid, dado que los posibles delitos habían prescrito, pero la sentencia fue recurrida después en dos ocasiones por la denunciante y el CSD, ya que ambos consideraban que había indicios de una posible continuidad en el tiempo de las prácticas denunciadas. Unos 51 padres de las gimnastas en activo del CAR publicaron una misiva apoyando a Carballo tras el cese, y 73 gimnastas que habían sido entrenadas por él firmaron una carta de apoyo al exseleccionador en mayo, después del segundo sobreseimiento y tras conocerse el alcance real de las acusaciones. Carballo negó los abusos a través de sus abogados y posteriormente en sendas entrevistas en Marca y Al primer toque. Finalmente, el 10 de octubre de 2013, la Audiencia Provincial de Madrid dictó un auto definitivo rechazando los recursos de apelación y confirmando el sobreseimiento y archivo de la causa al no encontrar delito alguno no prescrito. El 18 de noviembre de 2013 se reanudó la relación laboral de Carballo con la RFEG, tras alcanzar un principio de acuerdo antes de que se celebrase un juicio por despido improcedente. Pocos días después dejó el cargo definitivamente, tras negociar ambas partes su salida.
Desestimación de indemnización a Carballo
El 10 de septiembre de 2015, el juzgado número 7 de Collado Villalba (Madrid) desestimó la demanda interpuesta por Carballo por daño a su honor contra Gloria Viseras, dos supuestos testigos de los abusos (Irene Martínez y Toni Llorens), las periodistas Amaya Iríbar (El País), Elena Sanz (El Confidencial) y Cayetana Guillén Cuervo (El Mundo), y los medios El País y Canal+. Para justificar que no había mala fe por parte de las exgimnastas, el juez señaló en la sentencia que la versión de Viseras y Martínez fue respaldada por una tercera exgimnasta «quien se mostró como otra supuesta víctima de abusos sexuales» y por el testimonio de una agente nacional, quien manifestó que por su experiencia en la investigación de delitos contra la libertad sexual, los hechos denunciados por Viseras le parecieron veraces. El juez continuó diciendo que «ni el Juzgado de Instrucción Nº 11 ni la sección 29ª de la Audiencia Provincial de Madrid declararon que los hechos no existieran -lo que habría determinado el sobreseimiento libre de las actuaciones- sino que las resoluciones dictadas por dichos órganos judiciales se fundamentaron en la prescripción de los delitos» y concluyó que la divulgación por parte de las exgimnastas de los presuntos hechos delictivos «no supone una intromisión ilegítima en el derecho al honor, pues, aun reconociendo el derecho que tiene el autor de un delito de beneficiarse de la seguridad jurídica que concede el instituto de la prescripción, la mentalidad actual es otra en relación a los delitos de abusos sexuales». Señaló además que en el caso de las noticias publicadas en los medios demandados se dan los requisitos para que prevalezca el derecho a la información y resaltó que a raíz de estas informaciones el CSD modificó los protocolos a seguir durante los entrenamientos.
Poco después, el 28 de marzo de 2017 la Audiencia Provincial de Madrid estimó parcialmente el recurso del exseleccionador, imponiendo a Viseras, Martínez y Llorens el pago de 10.000 euros cada uno a Carballo por intromisión ilegítima en su honor en las declaraciones realizadas en el programa Informe Robinson y en otros medios como el blog de Viseras, así como la publicación del fallo en un periódico nacional. Al estimar que los derechos que entran en conflicto son el derecho al honor y el de libertad de información, el juez indicó que debe entrar a valorar el que se acredite «la veracidad de dicha información», y que en este caso no se había podido demostrar suficientemente, aunque esto no significase necesariamente que el relato de Viseras y Martínez fuera falso. El magistrado apreció además algunas contradicciones en los testimonios de los acusados, no coincidiendo en ciertos aspectos con los de otras personas. En lo referente a las manifestaciones en el blog de Viseras, se señaló entonces que «no puede calificarse a una persona como delincuente cuando no se acredita ni consta probado que hubiere cometido algún tipo de delito; y menos el de la gravedad y alarma social que causa el que se le había imputado», y posteriormente indica que «los demandados con sus manifestaciones, y a pesar de la ausencia de pruebas objetivas, provocaron el desmerecimiento público del actor cuando ya conocían con certeza que el que se podría derivar "per se" de su condena penal por los hechos concretos denunciados no iba a ser factible».

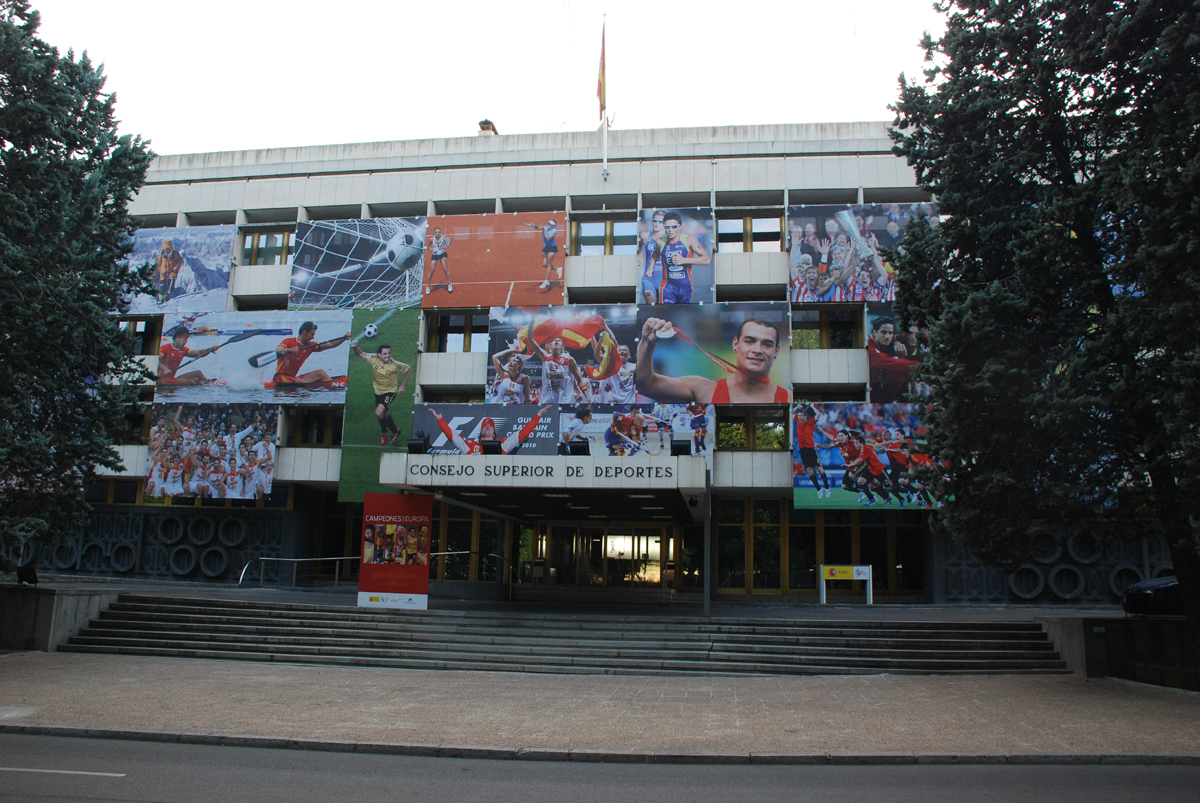
El CSD tomó varias medidas tras la denuncia de Viseras.

Sin embargo, el 12 de enero de 2018 el Tribunal Supremo volvió a fallar a favor de las exgimnastas, revocando la sentencia de la Audiencia Provincial que obligaba a indemnizar a Carballo. El Tribunal Supremo, que ha estudiado el caso en el ámbito de la libertad de información, se desmarca de la sentencia de la Audiencia Provincial, cuestionando que una denunciante de abusos sexuales pueda ser condenada por vulnerar el honor del denunciado sin que se trate de una denuncia falsa. Señala que la Audiencia fue «extremadamente rigurosa» y no comparte que no hubiera otorgado ninguna veracidad a los testimonios de Viseras y los supuestos testigos, indicando que son hechos que admiten «errores o desviaciones» a la hora de denunciarlos, más aún si se cometieron hace tanto tiempo. Los magistrados continúan diciendo que «una exigencia de prueba de la veracidad de tal rigor supone impedir que ese tipo de conductas puedan ser denunciadas públicamente y cargar a las víctimas y testigos con el grave riesgo de sufrir condena por su actuación de denuncia, lo que en la práctica supone una disuasión para la denuncia pública de estos hechos».
Medidas desarrolladas en el ámbito deportivo
Tras el caso de Viseras, el Consejo Superior de Deportes tomó una serie de medidas preventivas y de ayuda. En palabras de Miguel Cardenal, entonces presidente del CSD, «Cuando vinieron antiguas gimnastas y relataron sus experiencias, se las acompañó a presentar la denuncia, se tomaron medidas para prevenir a las actuales componentes del equipo y, cuando la policía manifestó que podían existir indicios de verosimilitud en esa denuncia, se actuó». El CSD creó una comisión encargada de elaborar una guía para proteger a los deportistas menores de edad, cuyo cumplimiento es un requisito para que las federaciones puedan acceder a las subvenciones del Consejo. Igualmente, se habilitó un teléfono de denuncias en los CAR, se contrató a una psicóloga especializada en atención a los menores y se han organizado jornadas obligatorias con las federaciones para conocer cómo se manifiesta este problema y el modo de actuar.

## Palmarés deportivo

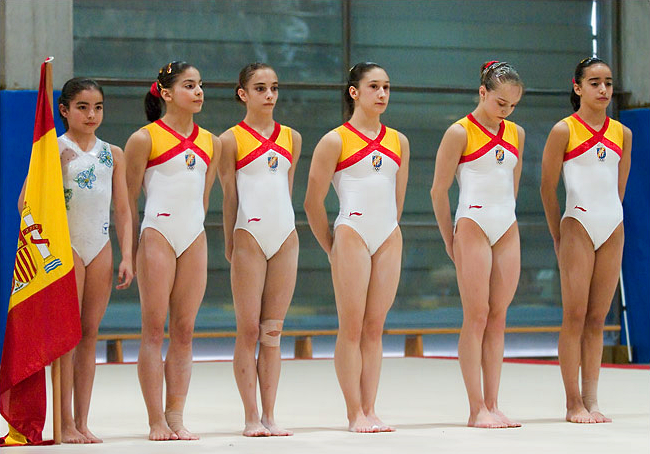
Equipo español femenino de artística en un encuentro España - Holanda en Madrid (2004).

Palmarés como gimnasta (1960 - 1970)
- Varias veces campeón de España en barra fija (1965, 1966, 1967 y 1968) y anillas.
- Campeón de la Copa del Generalísimo por equipos con el Real Madrid de gimnasia.
- Participó en 2 Campeonatos del Mundo: Dortmund 1966 (16º por equipos y 115.º en la general) y Liubliana 1970 (16º por equipos y 107.º en la general).
- Medalla de bronce por equipos en los Juegos Mediterráneos de Túnez 1967.

Palmarés como seleccionador de G.A.M. (1974 - 1978)

Presentó gimnastas en:
- 2 Campeonatos de Europa Sénior.
- Juegos Mediterráneos de Argel 1975.
- Juegos Olímpicos de Montreal 1976.
- Campeonato del Mundo de Estrasburgo 1978.

Palmarés como seleccionador de G.A.F. (1978 - 2013)

Presentó gimnastas en:
| - 9 Juegos Olímpicos 1 medalla de bronce en suelo en Atenas 2004 9 diplomas olímpicos tanto a nivel individual como por equipos - 20 Campeonatos del Mundo 1 medalla de oro en suelo 1 medalla de bronce en suelo 19 diplomas tanto individuales como por equipos - 19 Campeonatos de Europa 3 medallas de plata: 1 en asimétricas y 1 en barra, 1 en suelo 5 medallas de bronce: 2 en salto, 2 en asimétricas y 1 en suelo 28 diplomas tanto individuales como por equipos - 7 Campeonatos de Europa Júnior 1 medalla de plata en asimétricas 1 medalla de bronce en salto - 3 Finales de Copa del Mundo 1 medalla de oro en salto en la de Bruselas 1990 1 medalla de bronce en barra en la de São Paulo 2006 5ª plaza en suelo en la de Madrid 2008 | - Final de Copa de Europa de Bruselas 1990 1 medalla de plata en salto 2 medallas de bronce, en general y en asimétricas - Campeonato de Europa Júnior por Equipos de Valladolid 1990 1 medalla de oro en asimétricas 1 medalla de plata por equipos 1 medalla de bronce en barra - 7 Juegos Mediterráneos 22 medallas de oro 13 medallas de plata 15 medallas de bronce - 1 Juegos Olímpicos de la Juventud 1 medalla de plata en salto en Singapur 2010 |

## Premios, reconocimientos y distinciones
- Medalla de Oro de la Real Federación Española de Gimnasia al Mejor entrenador de G.A.F. (1990)
- Medalla de Plata de la Real Orden del Mérito Deportivo, otorgada por el Consejo Superior de Deportes
- Premio Siete Estrellas del Deporte de la Comunidad de Madrid a toda la familia Carballo (1995)
- Orden Olímpica, otorgada por el Comité Olímpico Español (2000)[26]
- Insignia Olímpica al Mérito Deportivo, otorgada por el Comité Olímpico Español (2004)[27]
- Medalla de Oro de la Real Orden del Mérito Deportivo, otorgada por el Consejo Superior de Deportes (2011)

## Filmografía

### Películas
| Películas | Películas | Películas           | Películas    | Películas         |
| Año       | Título    | Personaje           | Notas        | Director          |
| --------- | --------- | ------------------- | ------------ | ----------------- |
| 2006      | Stick It  | Cameo como él mismo | Largometraje | Jessica Bendinger |

### Programas de televisión
| Programas de televisión | Programas de televisión  | Programas de televisión | Programas de televisión   |
| Año                     | Título                   | Cadena                  | Notas                     |
| ----------------------- | ------------------------ | ----------------------- | ------------------------- |
| 1984                    | De Olimpia a Los Ángeles | La 1 de TVE             | Entrevistado en reportaje |
| 2001                    | Escuela del deporte      | La 2 de TVE             | Entrevistado en reportaje |
| 2011                    | Objetivo 2012            | Teledeporte             | Entrevistado en reportaje |
| 2012                    | Objetivo 2012            | Teledeporte             | Entrevistado en reportaje |